# Сахны (Харьковская область)
Сахны (укр. Сахни) — бывшее село, Александровский сельский совет, Богодуховский район, Харьковская область.
Код КОАТУУ — 6320880502.
Село ликвидировано в 1997 году .

## Географическое положение
Село Сахны находилось на левом берегу реки Сухой Мерчик.
На противоположном берегу расположено село Хорунжее.
К селу примыкал большой садовый массив.

## История
- 1997 — село ликвидировано [1].